# Eutresis hypereia
Eutresis hypereia är en fjärilsart som beskrevs av Doubleday 1847. Eutresis hypereia ingår i släktet Eutresis och familjen praktfjärilar. Inga underarter finns listade i Catalogue of Life.

## Bildgalleri

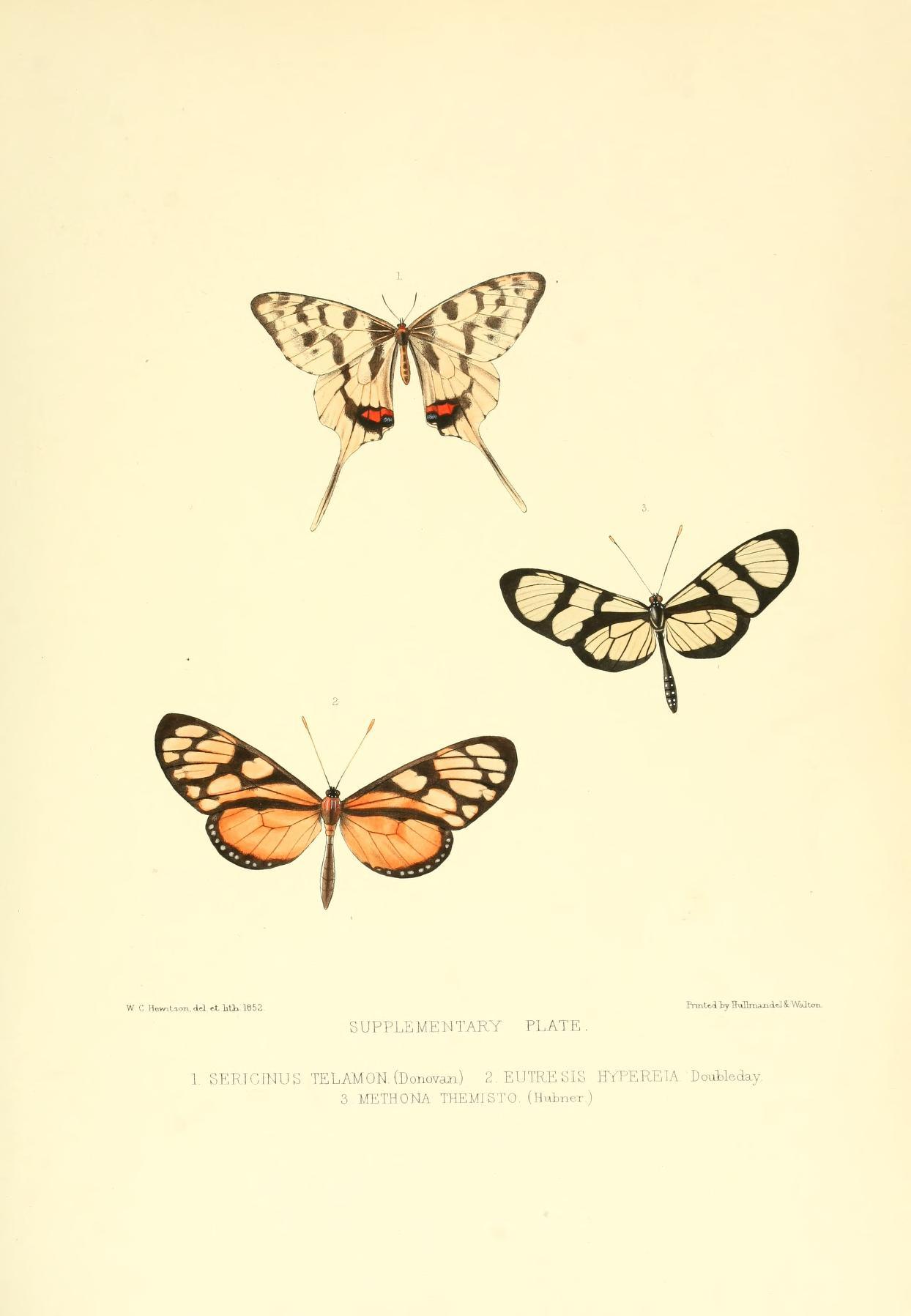